# Górzyn (przystanek kolejowy)
Górzyn – zamknięty przystanek kolejowy w Górzynie na linii kolejowej nr 365 Stary Raduszec – Bad Muskau, w powiecie żarskim, w województwie lubuskim, w Polsce.